# Rifrazione totale
La rifrazione totale è il fenomeno che avviene quando un'onda incidente su un'interfaccia che separa due mezzi con indici di rifrazione diversi, viene completamente trasmessa (o rifratta), con nessun fenomeno di riflessione. 
Questo fenomeno può avvenire se un'onda polarizzata TM (con campo magnetico perpendicolare al piano identificato dalla direzione di propagazione e dalla normale all'interfaccia) incide all'angolo di Brewster su una superficie.